# Global Association of International Sports Federations
Global Association of International Sports Federations este  o organizație-umbrelă care reunește federații sportive olimpice și neolimpice, organizatorii de evenimente multi-sportive și organizații legate de sport. Este născută de biroul permanent al   federaților sportive internaționale înființat în anul 1921 sub îndrumarea lui Paul Rousseau, secretarul general Uniunii Cicliste Internationale. Acum găsește 92 membri deplini și 17 membri asociați. Este condusă de Marius Vizer, președinte al Federației Internaționale de Judo.

## Federații membri
SportAccord găsește 92 membri deplini și 17 membri asociați. În lunile aprilie și mai 2015 Asociația Federațiilor Internaționale ale Sporturilor Olimpice de Vară (ASOIF) și 21 de federații au rupt sau suspendat legăturile cu SportAccord după ce președintele Marius Vizer s-a arătat extrem de critic la adresa Comitetului Olimpic Internațional.
| Sport                           | Organisation                                             | Acronym | Membership | Membership | Membership | Membership | Membership |
| ------------------------------- | -------------------------------------------------------- | ------- | ---------- | ---------- | ---------- | ---------- | ---------- |
| Sport                           | Organisation                                             | Acronym | COI        | ASOIF      | AIOWF      | ARISF      | IWGA       |
| Aikido                          | International Aikido Federation                          | IAF     |            |            |            |            | •          |
| Alpinism                        | Union Internationale des Associations d'Alpinisme        | UIAA    | •          |            |            | •          |            |
| Atletism                        | International Association of Athletics Federations       | IAAF    | •          | •          |            |            |            |
| Automobilism                    | Federația Internațională de Automobilism                 | FIA     |            |            |            | •          |            |
| Badminton                       | Badminton World Federation                               | BWF     | •          | •          |            |            |            |
| Baschet                         | Fédération Internationale de Basket-ball                 | FIBA    | •          | •          |            |            |            |
| Baseball și softball            | World Baseball Softball Confederation                    | WBSC    | •          |            |            | •          |            |
| Biatlon                         | International Biathlon Union                             | IBU     | •          |            | •          |            |            |
| Biliard                         | World Confederation of Billiard Sports                   | WCBS    | •          |            |            | •          | •          |
| Bobslei                         | Fédération Internationale de Bobsleigh et de Tobogganing | FIBT    | •          |            | •          |            |            |
| Box                             | Asociația Internațională de Box                          | AIBA    | •          | •          |            |            |            |
| Bridge                          | World Bridge Federation                                  | WBF     | •          |            |            | •          |            |
| Caiac-canoe                     | International Canoe Federation                           | ICF     | •          | •          |            |            | •          |
| Casting (lansetă de competiție) | International Casting Sport Federation                   | ICSF    |            |            |            |            | •          |
| Călătorie                       | Federația Ecvestră Internațională                        | FEI     | •          | •          |            |            |            |
| Canotaj                         | Fédération Internationale des Sociétés d'Aviron          | FISA    | •          | •          |            |            |            |
| Cheerleading                    | International Cheer Union                                | ICU     |            |            |            |            |            |
| Ciclism                         | Uniunea Ciclistă Internațională                          | UCI     | •          | •          |            |            |            |
| Cricket                         | International Cricket Council                            | ICC     | •          |            |            | •          |            |
| Culturism                       | Federația Internațională a Culturiștilor                 | IFBB    |            |            |            |            | •          |
| Curling                         | World Curling Federation                                 | WCF     | •          |            | •          |            |            |
| Cursă cu barcă dragon           | International Dragon Boat Federation                     | IDBF    |            |            |            |            |            |
| Dame                            | Fédération Mondiale du Jeu de Dames                      | FMJD    |            |            |            |            |            |
| DanceSport                      | World DanceSport Federation                              | WDSF    | •          |            |            | •          | •          |
| Darts                           | World Darts Federation                                   | WDF     |            |            |            |            |            |
| Eisstock                        | International Federation Icestocksport                   | IFI     |            |            |            |            |            |
| Escaladă sportivă               | International Federation of Sport Climbing               | IFSC    | •          |            |            | •          | •          |
| Fistball                        | International Fistball Association                       | IFA     |            |            |            |            | •          |
| Floorball                       | International Floorball Federation                       | IFF     | •          |            |            | •          | •          |
| Fotbal                          | Fédération Internationale de Football Association        | FIFA    | •          | •          |            |            |            |
| Fotbal american                 | International Federation of American Football            | IFAF    |            |            |            | •          |            |
| Frisbee                         | World Flying Disc Federation                             | WFDF    | •          |            |            | •          | •          |
| Go                              | International Go Federation                              | IGF     |            |            |            |            |            |
| Golf                            | International Golf Federation                            | IGF     | •          | •          |            |            |            |
| Gimnastică                      | Federația Internațională de Gimnastică                   | FIG     | •          | •          |            |            | •          |
| Haltere                         | International Weightlifting Federation                   | IWF     | •          | •          |            |            |            |
| Handbal                         | International Handball Federation                        | IHF     | •          | •          |            |            | •          |
| Hochei pe iarbă                 | International Hockey Federation                          | FIH     | •          | •          |            |            | •          |
| Hochei pe gheață                | Federația Internațională de Hochei pe Gheață             | IIHF    | •          |            | •          |            |            |
| Jocuri cu bile                  | Confédération Mondiale des Sports de Boules              | CMSB    | •          |            |            | •          | •          |
| Judo                            | International Judo Federation                            | IJF     | •          | •          |            |            |            |
| Jujutsu                         | Ju-Jitsu International Federation                        | JJIF    |            |            |            |            | •          |
| Karate                          | World Karate Federation                                  | WKF     | •          |            |            | •          | •          |
| Kendo                           | International Kendo Federation                           | FIK     |            |            |            |            |            |
| Kickboxing                      | Asociația Mondială a Organizațiilor de Kickboxing        | WAKO    |            |            |            |            |            |
| Korfball                        | International Korfball Federation                        | IKF     | •          |            |            | •          | •          |
| Lacrosse                        | Federation of International Lacrosse                     | FIL     |            |            |            |            |            |
| Lupta cu odgonul                | Tug of War International Federation                      | TWIF    | •          |            |            | •          | •          |
| Lupte                           | United World Wrestling                                   | UWW     | •          | •          |            |            |            |
| Mini-golf                       | World Minigolf Sport Federation                          | WMF     |            |            |            |            |            |
| Motociclism                     | Fédération Internationale de Motocyclisme                | FIM     | •          |            |            | •          |            |
| Motonautică                     | Union Internationale Motonautique                        | UIM     | •          |            |            | •          |            |
| Muay Thai                       | International Federation of Muaythai Amateur             | IFMA    |            |            |            |            |            |
| Navigație                       | International Sailing Federation                         | ISAF    | •          | •          |            |            |            |
| Netball                         | International Federation of Netball Associations         | IFNA    | •          |            |            | •          | •          |
| Orientare                       | International Orienteering Federation                    | IOF     | •          |            |            | •          | •          |
| Orientare-Schi                  | International Ski Mountaineering Federation              | ISMF    |            |            |            | •          |            |
| Patinaj                         | Uniunea Internațională de Patinaj                        | ISU     | •          |            | •          |            |            |
| Pelotă bască                    | Federación Internacional de Pelota Vasca                 | FIPV    | •          |            |            | •          |            |
| Pentatlon modern                | Union Internationale de Pentathlon Moderne               | UIPM    | •          | •          |            |            |            |
| Pescuit sportiv                 | Confédération Internationale de la Pêche Sportive        | CIPS    |            |            |            |            |            |
| Polo călare                     | Federation of International Polo                         | FIP     | •          |            |            | •          |            |
| Popice                          | Fédération Internationale des Quilleurs                  | FIQ     | •          |            |            | •          | •          |
| Powerlifting                    | International Powerlifting Federation                    | IPF     |            |            |            |            | •          |
| Racquetball                     | International Racquetball Federation                     | IRF     | •          |            |            | •          | •          |
| Rugby                           | World Rugby                                              | WR      | •          | •          |            |            | •          |
| Șah                             | Fédération Internationale des Échecs                     | FIDE    | •          |            |            | •          |            |
| Salvare de vieți                | International Life Saving Federation                     | ILS     | •          |            |            | •          | •          |
| Sambo                           | Fédération Internationale de Sambo                       | FIAS    |            |            |            |            |            |
| Sanie                           | Fédération Internationale de Luge de Course              | FIL     | •          |            | •          |            |            |
| Savat                           | Fédération Internationale de Savate                      | FISav   |            |            |            |            |            |
| Schi                            | Fédération Internationale de Ski                         | FIS     | •          |            | •          |            |            |
| Schi nautic                     | International Waterski & Wakeboard Federation            | IWWF    | •          |            |            | •          | •          |
| Scrimă                          | Fédération Internationale d'Escrime                      | FIE     | •          | •          |            |            |            |
| Sepaktakraw                     | International Sepaktakraw Federation                     | ISTAF   |            |            |            |            |            |
| Soft tenis                      | International Soft Tennis Federation                     | ISTF    |            |            |            |            |            |
| Sporturi aeronautice            | Fédération Aéronautique Internationale                   | FAI     | •          |            |            | •          | •          |
| Sporturi acvatice               | Fédération Internationale de Natation                    | FINA    | •          | •          |            |            |            |
| Sporturi de rolele              | Fédération Internationale de Roller Sports               | FIRS    | •          |            |            | •          | •          |
| Sporturi subacvatice            | Confédération Mondiale des Activités Subaquatiques       | CMAS    | •          |            |            | •          | •          |
| Squash                          | World Squash Federation                                  | WSF     | •          |            |            | •          | •          |
| Sumo                            | International Sumo Federation                            | IFS     | •          |            |            | •          | •          |
| Surf                            | International Surfing Association                        | ISA     | •          |            |            | •          | •          |
| Taekwondo                       | World Taekwondo Federation                               | WTF     | •          | •          |            |            |            |
| Tenis                           | Federația Internațională de Tenis                        | ITF     | •          | •          |            |            |            |
| Tenis de masă                   | Federația Internațională de Tenis de masă                | ITTF    | •          | •          |            |            |            |
| Tir cu arcul                    | World Archery Federation                                 | WA      | •          | •          |            |            | •          |
| Tir sportiv                     | International Shooting Sport Federation                  | ISSF    | •          | •          |            |            |            |
| Triatlon                        | International Triathlon Union                            | ITU     | •          | •          |            |            |            |
| Volei                           | Fédération Internationale de Volleyball                  | FIVB    | •          | •          |            |            |            |
| Wushu                           | International Wushu Federation                           | IWUF    | •          |            |            | •          |            |
|                                 |                                                          |         | 66         | 28         | 7          | 34         | 32         |

## Legături externe
- www.sportaccord.com, site-ul oficial